# فرودگاه جزیره برو
فرودگاه جزیره برو (به انگلیسی: Beru Island Airport) یک فرودگاه همگانی با کد یاتا BEZ است . این فرودگاه در کشور کیریباتی قرار دارد .

## شرکت‌های هواپیمایی و مقصدهای پروازی
| شرکت‌های هواپیمایی | مقصدهای پروازی           |
| ----------------- | ------------------------ |
| ایر کیریباتی      | نیکونائو, Tabiteua North |